# Liechtenstein aux Jeux olympiques d'été de 1948
Le Liechtenstein participe aux Jeux olympiques d'été de 1948 à Londres au Royaume-Uni du 29 juillet au 14 août 1948. Il s'agit de sa 2e participation à des Jeux d'été. Le pays est représenté par deux athlètes et ne remporte pas de médaille au cours de ces Jeux.

## Athlétisme
Hommes
Combinés – Décathlon
| Athlète        | Épreuve  | 100 m  | SL      | LP      | SH     | 400 m  | 110 H  | LD      | SP | LJ | 1 500 m | Total | Rang |
| -------------- | -------- | ------ | ------- | ------- | ------ | ------ | ------ | ------- | -- | -- | ------- | ----- | ---- |
| Gebhard Büchel | Résultat | 12 s 7 | 5,550 m | 10,36 m | 1,40 m | -      | -      | -       | -  | -  | -       | -     | DNF  |
| Gebhard Büchel | Points   | 464    | 557     | 477     | 368    | -      | -      | -       | -  | -  | -       | -     | DNF  |
| Josef Seger    | Résultat | 12 s 3 | 5,945 m | 9,40 m  | 1,65 m | 55 s 7 | 18 s 7 | 28,60 m | -  | -  | -       | -     | DNF  |
| Josef Seger    | Points   | 536    | 543     | 398     | 616    | 597    | 485    | 404     | -  | -  | -       | -     | DNF  |

## Sources
- (en) Cet article est partiellement ou en totalité issu de l’article de Wikipédia en anglais intitulé « Liechtenstein at the 1948 Summer Olympics » (voir la liste des auteurs).